# مطيبيجة
مطيبيجة هي قرية عراقية تقع شمال بغداد. بين ديالى وصلاح الدين تتميز بتضاريسها المعقدة.